# Krnule
Krnule (Servisch: Крнуле) is een plaats in de Servische gemeente Vladimirci. De plaats telt 1084 inwoners (2002).